# Cañas y barro (pel·lícula)
Cañas y barro és una pel·lícula de coproducció hispano-italiana dirigida per Juan de Orduña el 1954 i basada en la novel·la homònima de Vicent Blasco Ibáñez. Aquesta pel·lícula va suposar el debut cinematogràfic de l'actor de Chiclana José Moreno.

## Argument
La pel·lícula narra la història de tres generacions de la família dels Paloma a l'Albufera valenciana a principis del segle XX. Des del Tío Paloma, el remer més ràpid de la comarca, passant pel seu fill Tono, que decideix dedicar-se al cultiu d'arròs trencant una centenària tradició familiar d'activitat pesquera, fins al jove Tonet, l'últim representant de la saga. Tonet és enamorat de Neleta des que eren infants, però es veuen obligats a separar-se quan Tonet és reclutat per anar a Cuba durant la guerra hispano-estatunidenca. L'ambiciosa Neleta decideix llavors casar-se amb Cañamel, un hostaler benestant i vidu. Quan Tonet torni de Cuba Neleta mantindran relacions d'amagat. Poc després Cañamel mor però deixa una clàusula al testament que especifica que si Neleta es torna a casar, tots els seus diners passaran a la seva cunyada Samaruca. Per no perdre l'herència, Neleta decideix mantenir en secret la seva relació amb Tonet. Però la situació es complica quan queda embarassada.

## Repartiment
- Erno Crisa: Jaime
- Delia Scala: Marieta
- Anna Amendola: Neleta
- José Nieto: Tono
- Virgilio Teixeira: Tonet
- Saro Urzì: Cañamel
- Félix Fernández García: Tío Paloma
- Aurora Redondo: Samaruca

## Premis
La pel·lícula va aconseguir un premi econòmic de 200.000 ptes, als premis del Sindicat Nacional de l'Espectacle de 1954.